# فوكس كونر
فوكس كونر (بالإنجليزية: Fox Conner)‏ هو عسكري أمريكي، ولد في 2 نوفمبر 1874 في سلايت سبرينغز في الولايات المتحدة، وتوفي في 13 أكتوبر 1951 في واشنطن العاصمة في الولايات المتحدة.